# Заборщина
Заборовщина — деревня в составе Мурашинского района Кировской области. 

## География
Находится на расстоянии примерно 42 километра по прямой на юго-запад от районного центра города Мураши.

## История
Известна с 1727 как починок Заборской с 1 двором, где проживало 10 душ мужского пола, в 1764 году было отмечено 42 жителя. В 1873 году в ней учтено было дворов 21 и жителей 154, в 1905 10 и 62, в 1926 14 и 60, в 1950 18 и 70 соответственно, в 1989 137 жителей. До 2021 года входила в Мурашинское сельское поселение Мурашинского района, ныне непосредственно в составе Мурашинского района.

## Население
Постоянное население  составляло 56 человек (русские 96%) в 2002 году, 34 в 2010.